# Eszement zaci
Az Eszement zaci (eredeti cím: Pawn Shop Chronicles) 2013-ban bemutatott amerikai bűnügyi-filmvígjáték, melyet Wayne Kramer rendezett és Adam Minarovich írt. A főszerepet Paul Walker, Matt Dillon, Brendan Fraser, Vincent D’Onofrio, Norman Reedus és Chi McBride alakítja.
A film 2013 júliusában került korlátozott számban a mozikba.

## Cselekmény
A film egy olyan történetekből álló antológia, amelyben metamfetaminfüggő fehér fajgyűlölők, egy elrabolt feleségét kereső férfi és egy Elvis-imitátor szerepel.

## Szereplők
| Színész           | Szerep      | Magyar hang        |
| ----------------- | ----------- | ------------------ |
| Paul Walker       | Vadkan      | Bozsó Péter        |
| Brendan Fraser    | Ricky       | Széles László      |
| Matt Dillon       | Richard     | Bognár Tamás       |
| Kevin Rankin      | Randy       | Tokaji Csaba       |
| Elijah Wood       | Johnny Shaw | Csőre Gábor        |
| DJ Qualls         | JJ          | Pálmai Szabolcs    |
| Chi McBride       | Johnson     | Faragó András      |
| Norman Reedus     | Stanley     | Kis Horváth Zoltán |
| Vincent D’Onofrio | Alton       | Berzsenyi Zoltán   |
| Pell James        | Cyndi       | Roatis Andrea      |
| Lukas Haas        | Vernon      | Seszták Szabolcs   |
| Sam Hennings      | Virgil      | Péter Richárd      |

## A film készítése
A filmet eredetileg Fred Durst rendezte volna.
A filmet a louisianai Baton Rouge-ban forgatták 2012 júniusában. A film karneválos jelenetét a louisianai Port Allenben található William and Lee Parkban készítették.